# Oporność falowa (akustyka)
| Substancja | Oporność falowa                                                   |
| ---------- | ----------------------------------------------------------------- |
|            | {\displaystyle [R]={\frac {\text{kg}}{{\text{m}}^{2}{\text{s}}}}} |
| powietrze  | 429                                                               |
| woda       | 1,48·106                                                          |
| gliceryna  | 2,5·106                                                           |
| miedź      | 2,07·107                                                          |

Oporność falowa, impedancja akustyczna – w akustyce, miara oporu jaki stawia ośrodek rozchodzącej się w nim fali dźwiękowej; jest szczególnym przypadkiem impedancji falowej i określa ją wzór:
{\displaystyle R={\frac {\Delta p}{u}},}
gdzie:
{\displaystyle \Delta p} – różnica pomiędzy ciśnieniem w amplitudzie fali dźwiękowej a ciśnieniem niezaburzonego ośrodka,
{\displaystyle u} – prędkość cząsteczek ośrodka ruchu drgającego wywołanych różnicą ciśnień.
Jednostką oporności falowej jest:
{\displaystyle [R]={\frac {\text{kg}}{{\text{m}}^{2}{\text{s}}}}.}
Z definicji oporności falowej wynika związek:
{\displaystyle R=\rho \cdot v}
gdzie:
{\displaystyle \rho } – gęstość ośrodka,
{\displaystyle v} – prędkość fali w danym ośrodku.
Różnice oporności falowej ośrodków, między którymi przechodzi lub od którego odbija się fala, określają współczynniki odbicia fali od granicy ośrodków, jak i przechodzenia fali do drugiego ośrodka.